# Paweł Buczyński
Paweł Antoni Buczyński (ur. 7 kwietnia 1953 w Laskach, zm. 5 stycznia 2015 w Warszawie) – polski kompozytor i pedagog.

## Życiorys
W latach 1968–1974 uczęszczał do PSM II stopnia im J. Elsnera w Warszawie i ukończył ją z wyróżnieniem w klasie fortepianu. W latach 1974–1979 studiował kompozycję w klasie Tadeusza Bairda w Państwowej Wyższej Szkole Muzycznej w Warszawie. W latach 1983–1984 kontynuował studia jako stypendysta rządu austriackiego w Konserwatorium Muzycznym w Wiedniu pod kierunkiem Romana Haubenstocka-Ramatiego. Brał udział w Międzynarodowych Kursach Wakacyjnych Nowej Muzyki w Darmstadt (1980, 1982, 1984) oraz Międzynarodowym Warsztacie Młodych Kompozytorów w Borowec w Bułgarii (1982).
Od 1979 pracował na Uniwersytecie Muzycznym Fryderyka Chopina, w latach 2006-2015 na stanowisku docenta. Był prodziekanem Wydziału Kompozycji, Dyrygentury i Teorii Muzyki (1993-1996). W latach 80. i 90. pełnił różne funkcje w Zarządzie Głównym i Zarządzie Oddziału Warszawskiego Związku Kompozytorów Polskich. W latach 1990–1994 wykładał w Państwowej Wyższej Szkole Teatralnej w Warszawie. W 1995 i 1997 pracował w jury Konkursu Kompozytorskiego im. Tadeusza Bairda.
Pod koniec lat 90 XX wieku zamieszkał w Ożarowie Mazowieckim. 
Na mszy pogrzebowej w Sanktuarium Miłosierdzi Bożego wśród obecnych byli: Ryszard Zimak oraz prezes Związku Kompozytorów Polskich - Edward Sielicki.
Od 2017 odbywa się w Ożarowie Mazowieckim Konkurs Kolęd i Pastorałek imienia Pawła Buczyńskiego.
Język muzyczny Pawła Buczyńskiego należy do tzw. nowego romantyzmu – klasyczna orkiestracja i forma, lecz połączenie środków muzycznych tożsamych dla romantyzmu i zdobyczy Drugiej Awangardy. Buczyński wpisuje się w nurt liryzmu Bairda i umiłowania brzmień eufonicznych, co charakteryzuje kompozytorów okresu ponowoczesnego.

## Wyróżnienia
- 1977 – I nagroda na Forum Młodych w Krakowie za Kwartet smyczkowy nr 1 (1976)
- 1979 – I nagroda za Tricorne na 2 flety, wiolonczelę i klawesyn (1978) na konkursie kompozytorskim organizowanym z okazji Festiwalu „Młodzi Muzycy Młodemu Miastu” w Stalowej Woli
- 1980 – I nagroda na Konkursie Młodych Kompozytorów Związku Kompozytorów Polskich im. Tadeusza Bairda za Muzykę opadających liści na orkiestrę smyczkową (1980)
- 1981 – wyróżnienie za Grej muzyczko na chór mieszany a cappella (1981) na Konkursie Kompozytorskim im. Jana Sztwiertni w Cieszynie
- 1985 – wyróżnienie za Muzykę opadających liści na Międzynarodowej Trybunie Kompozytorów UNESCO w Paryżu

## Twórczość
- Partita na kwintet dęty (1975)
- Nokturn na 3 grupy perkusyjne (1976)
- Sny na rożek angielski, róg, wibrafon, klawesyn i wiolonczelę (1976)
- 2 pieśni mizoginiczne na chór mieszany a cappella do słów Wacława Potockiego i Stanisława Ignacego Witkiewicza (1976)
- Kwartet smyczkowy (1977)
- Tricorne na 2 flety, klawesyn i wiolonczelę (1978)
- Litania na orkiestrę (1978)
- Requiem na alt, baryton, 3 kwartety wokalne i zespół instrumentalny do słów Roberta Iwanowicza Rożdiestwienskiego w języku rosyjskim (1978)
- Szachy opera kameralna w 3 epizodach, libretto: Paweł Buczyński na podstawie: Stanisław Grochowiak „Szachy”, język polski (1979)
- Epizod na flet solo (1980)
- Muzyka opadających liści na orkiestrę smyczkową (1980)
- Dwa spojrzenia na klarnet i fortepian (1980)
- Zamyślenie na flet, skrzypce i klawesyn (1981)
- Grej muzyczko na chór mieszany a cappella do sł. Emilii Michalskiej (1981)
- Już zaraz noc – muzyka w czterech częściach na głos aktorski, 2 perkusje, fortepian i kwintet smyczkowy do słów Jarosława Iwaszkiewicza (1981)
- Oratio MCMLXXXII na 3 trąbki, perkusję, sopran i smyczki do fragmentu tekstu łacińskiej antyfony „Salve Regina” (1982)
- Abschied (Pożegnanie) na fortepian (1983)
- Trzy pejzaże jesienne na kwintet dęty (1983)
- Porta d’inferno na organy (1984)
- …Death Is Being Born… (…Rodzi Się Śmierć…) pamięci Edwarda Stachury na perkusję (1985)
- Abendmusik na kwartet smyczkowy (1985)
- W piwnicznej izbie na klarnet, fagot, altówkę i wiolonczelę (1985)
- Trzy utwory z dedykacją na skrzypce, kontrabas i fortepian z towarzyszeniem aktora do słów Kornela Makuszyńskiego (1985)
- Lectio muzyka na tenor, perkusję i smyczki do fragmentu słów I Listu do Koryntian św. Pawła w języku łacińskim (1985)
- Notatki z podróży na klarnet, trąbkę, altówkę i wiolonczelę (1987)
- Pezzo per Passero na 13 instrumentów (1987)
- Capriccio per cembalo ed archi (1988)
- W Beskidach na orkiestrę symfoniczną (1988)
- Elegia pamięci Tadeusza Bairda na zespół instrumentów smyczkowych (1989)
- Precjoza na klarnet, trąbkę, wibrafon i wiolonczelę (1989)
- Gałązka akacji na kwartet fortepianowy (1991)
- Antyfona na skrzypce i fortepian (1993)
- …Jak ziarna zbóż na trio fortepianowe (1994)
- Nascitur mors na perkusję i taśmę (1995)
- I fiori passi na kwintet smyczkowy (1996)
- Piccolo corale alla polonaise na orkiestrę symfoniczną (1996)
- Oro supplex na chór mieszany a cappella do sł. Jana Węcowskiego (1997)
- Salve Regina na chór i orkiestrę (1997) po łacinie
- Minione klimaty na flet, skrzypce i fortepian (2003)
- Impresja na początek drogi na głos recytujący, idiofony metalowe i smyczki do wybranych fragmentów „Tryptyku rzymskiego” Jana Pawła II (2006)
- Ein kleines Morgengebet für Trompette (2009), utwór został zamieniony na Szachrit na trąbkę solo (2009)
- Muzyka przy sadzeniu róż na flet mały i smyczki (2010)
- Bądź zawsze wśród nas – hymn na cześć błogosławionego Jana Pawła II na chór mieszany a cappella do słów własnego autorstwa (2011)
- Lamento dla recytatora z towarzyszeniem orkiestry symfonicznej do wybranych fragmentów „Kazań sejmowych” ks. Piotra Skargi (2012)
- Aquila Bianca na chór dziecięcy, fortepian i werbel (2013) do słów Or-Ot’a (Artura Oppmana)
- Aquila Bianca na chór dziecięcy i orkiestrę (2013) do słów Or-Ot’a
- Benedictus – oratorium in honore beati Edmundi in partes quinque (2014)

## Dyskografia[3]
- Litania na orkiestrę. 9'55", wyk.: Orkiestra Polskiego Radia i Telewizji w Krakowie, Szymon Kawalla (dyr.). 20.06.1979.
- Muzyka opadających liści na orkiestrę smyczkową, wyk.: Polska Orkiestra Kameralna, Jerzy Maksymiuk (dyr.), w: XXV Międzynarodowy Festiwal Muzyki Współczesnej „Warszawska Jesień” \ 18–27 września 1981. Polskie nagrania „muza” (SX 2386). 1981.
- Oratio MCMLXXXII muzyka na 3 trąbki, perkusję, sopran i zespół smyczkowy, wyk.: Polska Orkiestra Kameralna, Jerzy Maksymiuk (dyr.), w: Warszawska Jesień ’83 \ Kronika dźwiękowa (1–7) nr 5. Polskie nagrana „muza” (SX 2176). 1983.
- Nokturn na 3 grupy perkusyjne. 7'30", wyk.: Stanisław Halat, Bogdan Lauks, Stanisław Proksa, Hubert Rutkowski, Barbara Skoczyńska, Stanisław Skoczyński, w: The Warsaw Percussion Group \ Polish Contemporary Music. Nagrano w 1980, wydano w 1984, Polskie nagrania „muza” (SX 2092). 1984.
- Trzy pejzaże jesienne na kwintet dęty, wyk.: Kwintet instrumentów dętych „Da Camera”, w: Międzynarodowy Festiwal Muzyki Współczesnej „Warszawska Jesień”, Kronika Dźwiękowa. Polskie nagrania „muza” (SX 2429). 1985.
- Nokturn na 3 grupy perkusyjne. 7'30", wyk.: The Warsaw Percussion Group (Stanisław Halat, Bogdan Lauks, Stanisław Proksa, Hubert Rutkowski, Barbara Skoczyńska, Stanisław Skoczyński), w: Polish Percussion Works By Penherski, Serocki, Baculewski, Rudzinski, Krzanowski, Bargielski, Buczynski, Ptazynska. Nagrano w 1982, wydano w 1989, Olympia – Polskie nagrania „muza” (OCD 324/AAD). 1989.
- W Beskidach na orkiestrę symfoniczną. 9'45", wyk.: Orkiestra Polskiego Radia i Telewizji w Krakowie, Szymon Kawalla (dyr.). 5.09.1989.
- Elegy In Memory Of Tadeusz Baird – Kronika Festiwalu Warszawska Jesień ’92, Polmic
- Nascitur Mors na perkusję i taśmę. 14'11", wyk.: Stanisław Skoczyński, w: Musica Polonica Nova. Warsaw Composers 3. Solo, Chamber & Electronic Works. Acte Prealable (AP0108). 2004.
- Muzyka opadających liści – Musica Sacra Edition, MSE 021/022, 2009 (zbiór 15 utworów Buczyńskiego)
- Lamento dla recytatora z towarzyszeniem orkiestry symfonicznej. 16'08", durata utworu ca 15', wyk.: Grzegorz Damięcki (recytator), Polska Orkiestra Radiowa, Marek Moś (dyr.), w: Koncert z cyklu Generacje XVI. Archiwum Polskiej Orkiestry Radiowej. 24.02.2013.